# Arnebia fimbriopetala
Arnebia fimbriopetala là loài thực vật có hoa trong họ Mồ hôi. Loài này được Stocks mô tả khoa học đầu tiên năm 1851.